# Alexandru Ioan Cuza-universitetet i Iași
Alexandru Ioan Cuza-universitetet i Iași (rumänska: Universitatea „Alexandru Ioan Cuza" din Iași, UAIC) är ett statligt universitet i Iași, Rumänien. Det grundades 1860 genom ett dekret från prins Alexandru Ioan Cuza, vilket innebar institutet Academia Mihăileană omvandlades till universitet. UAIC bedriver undervisning på rumänska, engelska och franska. Universitetet finns med på QS Universitetsvärldsrankning.

## Fakulteter[2]
- Biologiska fakulteten
- Kemifakulteten
- Datavetenskapliga fakulteten
- Ekonomiska fakulteten
- Fakulteten för geografi och geologi
- Historiska fakulteten
- Juridiska fakulteten
- Bokstavsfakulteten
- Matematiska fakulteten
- Fakulteten för ortodox teologi
- Fakulteten för filosofi och samhällsvetenskap
- Idrottsfakulteten
- Fysikfakulteten
- Fakulteten för psykologi och utbildningsvetenskap
- Fakulteten för katolsk teologi